# Grouseland
Grouseland est une maison en briques à deux étages construite pour William Henry Harrison à Vincennes dans l'Indiana alors qu'il était gouverneur du territoire de l'Indiana. Elle fut achevée en 1804 et surnommée Grouseland à cause de l'abondance de Grouses (faisans) dans la région. Pendant le gouvernorat de Harrison sur le territoire de l'Indiana, on dit que Grouseland était le haut lieu de la vie sociale et politique du territoire. Grouseland fut la demeure de sa famille jusqu'à ce qu'il quitte son poste en 1812.
Grouseland fut dessinée et construite par Waitman Trippet. On peut aujourd'hui la visiter grâce à l'association des Daughters of the American Revolution (Filles de la révolution américaine) et entretenue par des dons et la Grouseland Foundation.